# Pokrajina Biella
Pokrajina Biella (v italijanskem izvirniku Provincia di Biella, izg. Provinča di Bjela) je ena od osmih pokrajin, ki sestavljajo italijansko deželo Piemont. Meji na severu, na vzhodu in na jugu s pokrajino Vercelli in na zahodu z deželo Dolina Aoste in z metropolitanskim mestom Torino.

## Večje občine
Glavno mesto je Biella, ostale večje občine so (podatki 31.12.2007):
| Mesto             | Prebivalcev |
| ----------------- | ----------- |
| Biella            | 46.350      |
| Cossato           | 15.078      |
| Vigliano Biellese | 8.493       |
| Candelo           | 7.994       |
| Trivero           | 6.381       |

## Naravne zanimivosti
V naravnem rezervatu Baragge se nahaja edinstveno področje (7,5 km²), ki je popolnoma prekrito s kupi kamenja. Te kupe so nanosili iskalci zlata, ki so izkoriščali bližnje najdišče. Toda v tej velikanski groblji se nahaja 55 osamljenih skal z vklesanimi simboli, ki se pripisujejo plemenu Salasov, ki so tod bivali od petega stoletja pr. n. št. do prihoda Rimljanov. Geologi so mnenja, da so te osamljene skale ostale na področju, ko so se ledeniki umaknili. Za primitivna ljudstva so bile predstave božanstev: vdolbine in zareze, ki so po njih izklesane, so bile verjetno napolnjene z zlatom.

Seznam zaščitenih področij v pokrajini:
- Naravni rezervat Baragge (Riserva naturale orientata delle Baragge)
- Naravni rezervat Parco Burcina - Felice Piacenza (Riserva naturale speciale del Parco Burcina - Felice Piacenza)

## Zgodovinske zanimivosti
V zgodnjem dvanajstem stoletju je bila današnja pokrajina Biella sinjorija škofije Vercelli. Vsa pokrajina, kot sicer ves Apeninski polotok, je bila v stalnem boju med Gvelfi in gibelini, zato si je hotel škof pripraviti zatočišče za slučaj potrebe. V ta namen si je izbral grič nedaleč od mesta Biella, ki je že tedaj bila obzidano mestece, a se mu ni zdela dovolj varna. Dodelil je ljudem, ki so se hoteli preseliti na grič, tri pomembne privilegije: sodišče, klavnico in tedensko tržišče. Tako je nastala komuna Piazzo [pjàco] okoli škofovega grada, ki je bil povezan z dolino samo preko strmih in ozkih cest, kar je zagotavljalo določeno varnost. Škofija Vercelli je gospodovala temu utrjenemu naselju do leta 1377, ko se je kanonik mesta Bielle zoperstavil tuji upravi. Podnetil je pravo ljudsko vstajo, med katero je bil grad porušen. Nato se je Biella in vsa okolica spontano izročila v roke Savojcev. Danes je Piazzo mestna četrt Bielle.